# 1653
Cette page concerne l'année 1653  du calendrier grégorien.
L'année 1653 est une année commune qui commence un mercredi.

## Événements
- 15 janvier : Lozang Gyatso, le Ve dalaï-lama (Tibet) rencontre l'empereur Shunzhi à Pékin[1]. Il devient guide spirituel de l'empereur de Chine qui lui offre en retour sa protection temporelle.
- 16 janvier, Brésil : le jésuite António Vieira arrive au Maranhão avec un ordre royal d’affranchir tous les Indiens, ce qui déchaîne le soulèvement général des Portugais, y compris des religieux non jésuites[2].

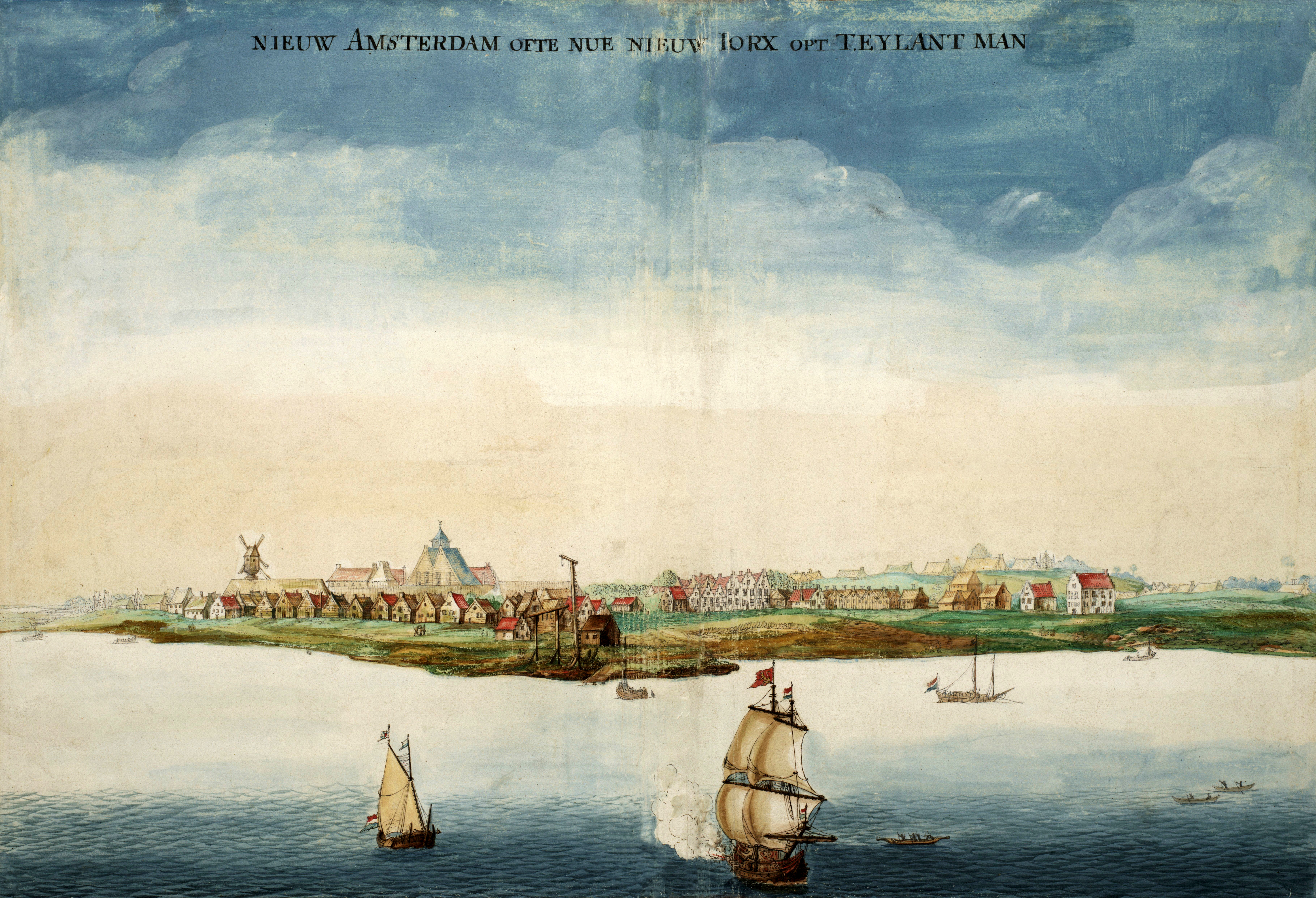
New Amsterdam en 1664

- 2 février : fondation de la ville de New York par le Néerlandais Pieter Stuyvesant, sous le nom de « La Nouvelle-Amsterdam »[3].
- 18 mai, Batavia : mort de Carel Reyniersz. Joan Maetsuycker devient gouverneur général de la Compagnie néerlandaise des Indes orientales (fin en 1678)[4].

- 22 septembre, Québec :

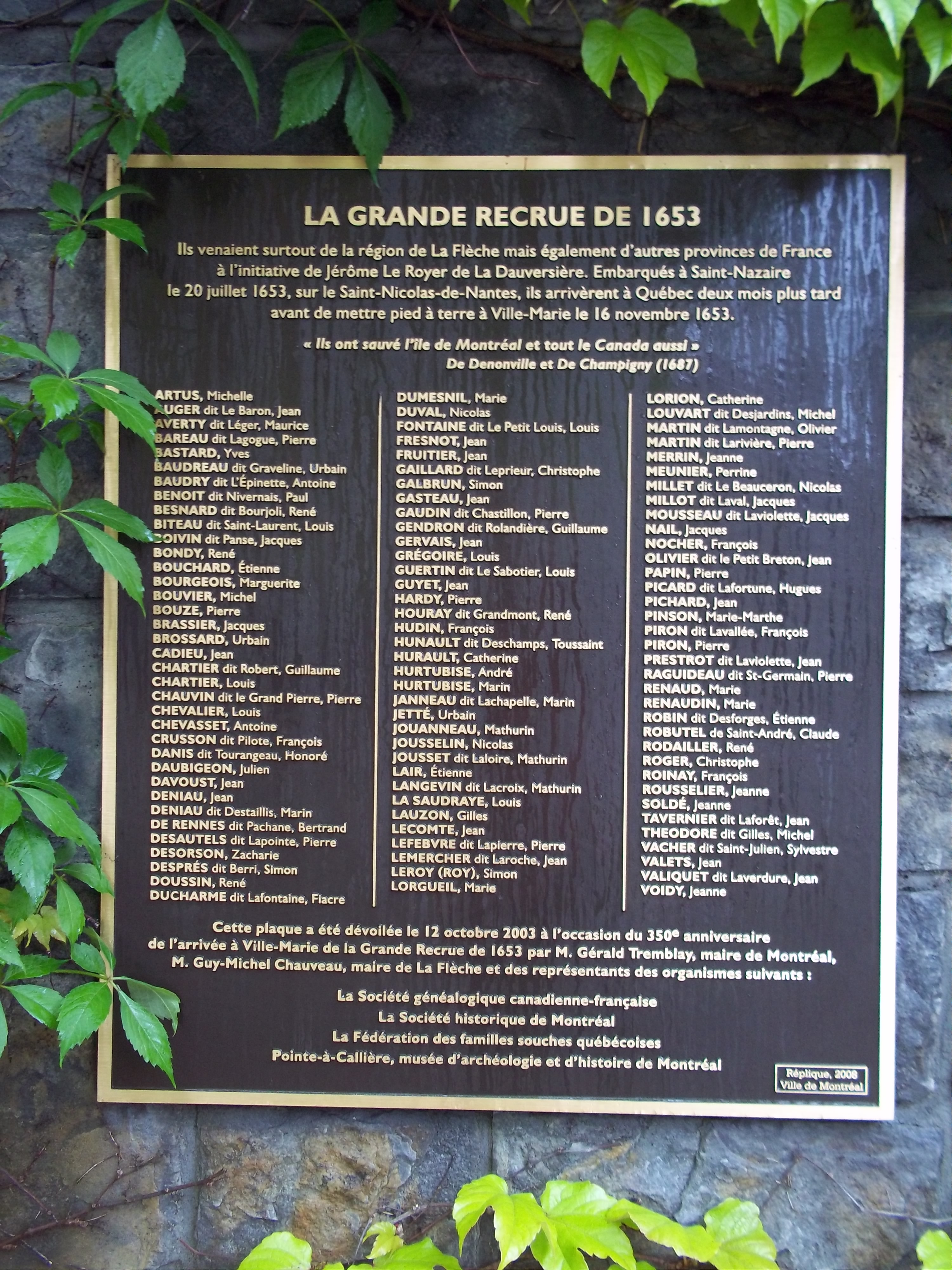
La Grande Recrue de 1653

  - Maisonneuve revient de France avec 108 soldats engagés pour défendre Montréal contre les Iroquois (« La Grande Recrue » )[5].
  - Arrivée de Marguerite Bourgeoys au Canada, venue pour ouvrir une école. Elle écrit qu’à Québec tout est si pauvre que cela fait pitié. À son arrivée à Montréal le 16 novembre, elle ne trouve pas d’enfants d’âge scolaire à cause de la forte mortalité infantile[6].
- 20 décembre, Nouvelle-Hollande : arrivée à Recife de la flotte portugaise de Pedro Jacques de Magalhães, venue soutenir les colons brésiliens révoltés. Le général hollandais Sigismund von Schkoppe capitule le 26 janvier[7].

- Viêt Nam : le roi Cham Ba Thâm est soumis par les Nguyễn après avoir tenté de reprendre la province de Phú Yên. Hiên-Vuong lui laisse un territoire réduit au nord duquel il crée le district de Khánh Hòa[8].
- Inde : établissement néerlandais à Chinsurah[9].

### Europe
- 26 janvier : agitation des paysans suisses de l’Entlebuch à la suite de la dévaluation du Batzen, la monnaie en cuivre de Berne. Les districts ruraux du canton de Lucerne conclurent une alliance à Wolhusen le 26 février. La guerre des paysans éclate en Suisse[10].

- Février, Russie : sans tenir compte des décisions du concile, Nikita Nikon fait paraître une édition amendée du psautier (synode de Moscou). Les traditionalistes protestent auprès du tsar, qui fait réimprimer le Nomocanon. L’archiprêtre Avvakoum, qui s’oppose à la réforme, est arrêté et déporté en Sibérie[11].
- 28 février-2 mars : Victoire navale anglaise sur les Provinces-Unies à la bataille des Trois Jours[12].

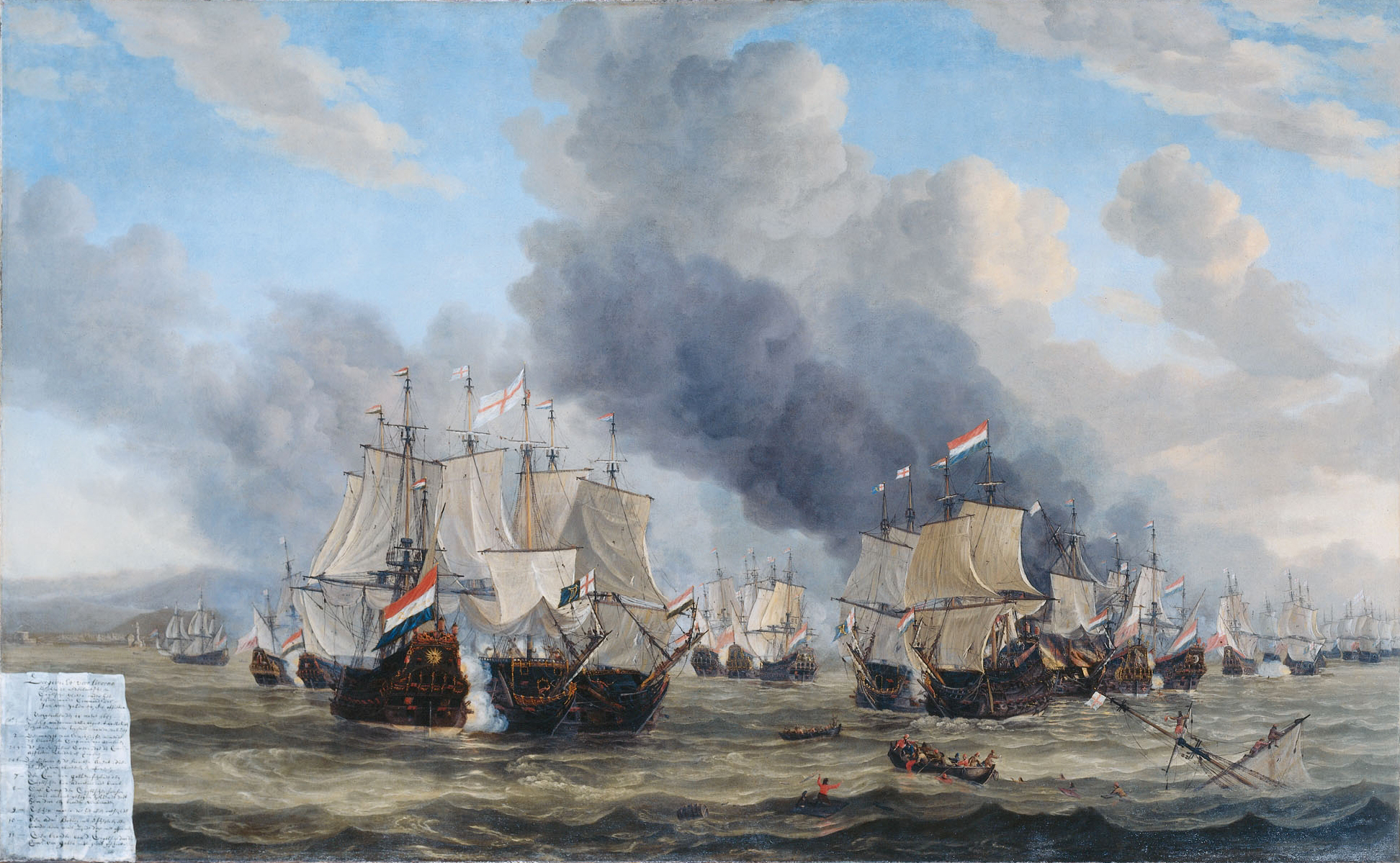
13 mars : bataille de Livourne. Toile de Reinier Nooms.

- 13 mars : victoire hollandaise sur l'Angleterre au large de l'île d'Elbe (bataille de Leghorn ou de Livourne)[13].

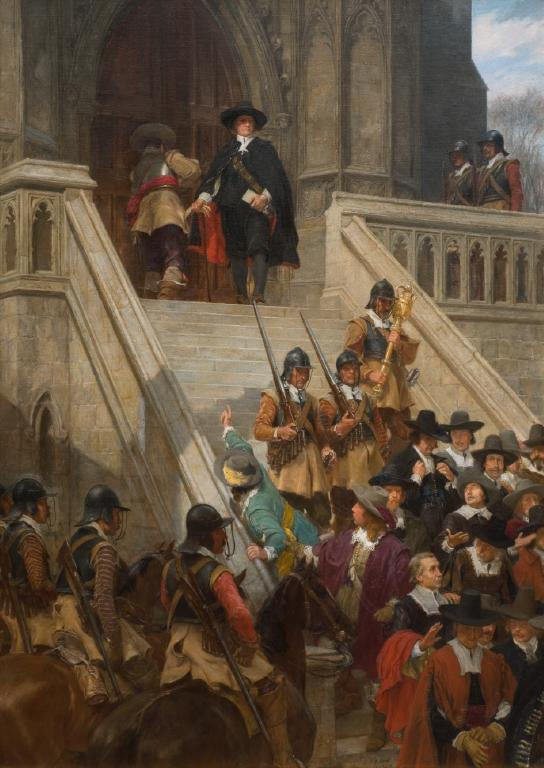
20 avril : Oliver Cromwell dissout le Parlement croupion.

- 20 avril : Oliver Cromwell dissout le Parlement croupion (Rump) et crée le Parlement Barebone qui se montre incapable d’élaborer une constitution (4 juillet-12 décembre)[14].
- 23 avril : les paysans suisses se réunissent à Sumiswald[10].
- 27 avril : reddition des dernières forces royalistes en Irlande à Cloughoughter, dans le comté de Cavan. Fin de la conquête cromwellienne de l'Irlande[15].

- 14 mai : recès de Stettin délimitant les possessions de la Suède et du Brandebourg en Poméranie[16].
- 23 mai : le prince de Moldavie Basile le Loup est battu par Matthieu Basarab à Finta, sur les bords de la Jalomitza en Valachie[17]. Il est déposé par les boyards. La Moldavie est gouvernée par des hospodars grecs phanariotes de Constantinople qui se livrent à un pillage systématique de la principauté (Mavrocordato, Cantacuzène, Catargi, Rosetti, etc.).
- 30 mai : bulle Cum occasione. Le pape condamne les cinq propositions sur la grâce contenues dans le livre de Jansénius, l'Augustinus[18].
- 31 mai : Ferdinand de Habsbourg est élu roi des romains (couronné le 18 juin)[16].

- 3-9 juin : les paysans suisses combattent à Wohlenschwil (3 juin) à Gisikon (5 juin) et à Herzogenbuchsee (9 juin) les forces de la diète. Les troubles prennent fin en septembre après l'exécution du leader Niklaus Leuenberger[10].
- 12-13 juin : Victoire navale anglaise sur les Provinces-Unies à Gabbard Shoal[12].
- 30 juin : réunion de la Diète d'Empire à Ratisbonne[16].
- 30 juillet : Johan de Witt (1625-1672) devient Grand-pensionnaire aux Provinces-Unies[19].

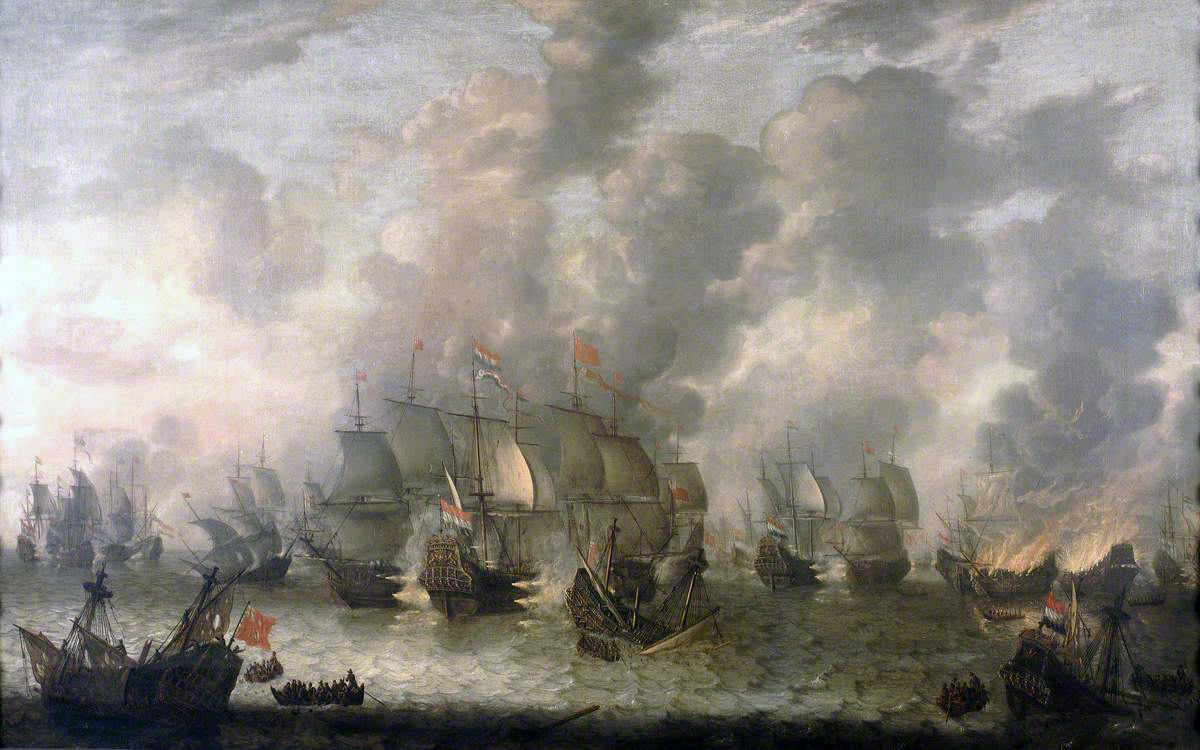
10 août : bataille de Schéveningue.

- 8-10 août : victoire navale anglaise sur les Provinces-Unies à la bataille de Schéveningue, dernière de la première guerre anglo-néerlandaise[12].
- Août :
  - Le Cosaque Zaporogue Bogdan Khmelnitski demande l’aide du tsar par l’intermédiaire du patriarche Nikita Nikon. Convoqué en octobre, le Zemski sobor accepte l’intervention malgré la paix signée avec la Pologne[20]. Alexis Ier confirme les anciens droits des cosaques (autonomie administrative et libre choix de l’hetman).
  - Soulèvement de Glencairn en Écosse[21].
- 6 septembre : exécution à Berne du leader paysan suisse Niklaus Leuenberger. Il est décapité et démembré[22].
- 1er octobre : réunion du Zemski sobor à Moscou, en vue du rattachement de l'Ukraine à la Russie[23]. Le tsar Alexis Ier cesse de le convoquer régulièrement.

- 16 décembre : début en Angleterre de la dictature d'Oliver Cromwell qui est proclamé Lord Protecteur d'Angleterre, d'Écosse et d'Irlande (fin en 1658)[24].
  - Après une nouvelle purge, les parlementaires les plus conservateurs rédigent l'Instrument de Gouvernement, la première et la dernière constitution écrite que connaîtra l’Angleterre. Le pouvoir exécutif revient à Cromwell en tant que Lord protecteur élu à vie. Un Parlement monocaméral, désigné pour trois ans au suffrage censitaire (plus de 200£ d’impôt), dispose seul du pouvoir législatif. Le régime est une véritable dictature, s’appuyant sur une armée permanente de 40 000 hommes. Les pétitions des Niveleurs sont rejetées et leurs chefs sont emprisonnés.

- Mauvaise récolte, provoquant des troubles dans plusieurs régions de Suède. Dans le Närke, des paysans révoltés élisent un roi qui sera écartelé à Stockholm[25].

#### France
- 3 février : retour de Mazarin à Paris[26]. Il reprend le pouvoir.
- 7 février : Abel Servien et Nicolas Fouquet sont nommés surintendant des finances[26].

- 27 mai : découverte de la tombe de Childéric Ier à Tournai[27].
- 12 juin : l’Ormée de Bordeaux demande à Oliver Cromwell sa protection. Il lui envoie deux officiers, Sexby et Arundel (1651-1653)[28].
- 9 juillet : Turenne reprend Rethel aux Espagnols[29].
- 27 juillet : paix conclue à Lormont entre les députés de Bordeaux et les ducs de Vendôme et de Candale[30].
- 31 juillet : proclamation de la paix de Bordeaux. Fin de la Fronde[31].

- 3 août : l’armée royale entre dans Bordeaux[32].
- 9-28 septembre : siège et prise de Mouzon par Turenne[29].
- 26 novembre : reddition de Sainte-Menehould[29].

## Naissances en 1653
- 12 janvier : Antonio Maria Salvini, écrivain, poète et philologue italien († 16 ou 17 mai 1729).
- 23 janvier : Giovanni Girolamo Bonesi, peintre baroque italien de l'école bolonaise († 1725).
- 17 février : Arcangelo Corelli, violoniste, compositeur italien († 8 janvier 1713).

- 17 mars : Giovanni Anastasi, peintre italien († 13 mars 1704).

- 1er juin : Georg Muffat, organiste, compositeur allemand († 23 février 1704).
- 28 juin : André Hercule de Fleury, cardinal, précepteur et principal ministre de Louis XV († 29 janvier 1743).

- 1er septembre : Johann Pachelbel, organiste et compositeur allemand († 3 mars 1706).

- 20 octobre : Charles-François Poerson, peintre français († 2 septembre 1725).

- 9 novembre : Jean-Baptiste Belin, peintre français († 12 février 1715).
- 11 novembre : Carlo Ruzzini, diplomate italien et doge de Venise († 5 janvier 1735).

- 5 décembre : Giovanni Canti, peintre baroque italien († 1716).
- 21 décembre : Tommaso Aldrovandini, peintre italien († 23 octobre 1736).

- Date précise inconnue :
  - Augustin-Charles d'Aviler, architecte français († 23 juin 1701).
  - Bonaventura Lamberti, peintre baroque italien († 19 décembre 1721).
  - Angelo Massarotti, peintre italien du baroque tardif (rococo) († 1723).
  - Thomas d'Urfey, poète et musicien anglais († 1723).
  - Louis-Abraham van Loo, peintre français († 13 mai 1712).
  - Caspar van Wittel, peintre néerlandais († 13 septembre 1736).

## Décès en 1653
- 2 janvier : Charles de La Vieuville, surintendant. Il est remplacé par Nicolas Fouquet et Abel Servien.
- 13 janvier : Louis de Gourdon de Genouillac, ecclésiastique français (° 1574).

- 19 février : Luigi Rossi, musicien italien, organiste à l'église Saint-Louis-des-Français de Rome.
- 21 février :
  - Megohime, aristocrate japonaise de l'époque Azuchi Momoyama et du début de l'époque d'Edo (° 1568).
  - Adriaan Pauw, Grand-pensionnaire des Provinces-Unies.

- 1er mars : Angelin Gazet, jésuite, pédagogue et homme de lettres français (° 18 octobre 1568).
- 13 mars : Simon de Vlieger, peintre de marine néerlandais (° 1601).
- 20 mars : Wolfgang-Guillaume de Neubourg, prince de la famille des Wittelsbach (° 4 novembre 1578).

- 18 avril : Thomas Belasyse, 1er vicomte Fauconberg, homme politique anglais (° 1577).

- 10 mai : Jean de Lucmau de Classun, ingénieur du roi et cartographe français.

- 7 juillet : Christian Schybi, leader la guerre des paysans de 1653, exécuté.
- 10 juillet : Gabriel Naudé, médecin, historien et bibliographe, bibliothécaire de Mazarin (1600-1653).

- 22 août : Auguste d'Anhalt-Plötzkau, prince allemand de la maison d'Ascanie (° 14 juillet 1575).
- 27 août : Niklaus Leuenberger, leader de la guerre des paysans de 1653, exécuté.

- 6 septembre : Roger de Lorraine, chevalier de Malte.

- 9 octobre : Lucrezia Marinella, poète et écrivaine italienne (° 1571).
- 15 octobre : Anne Le Veneur, veuve de François de Fiesque, comte de Lavagne, médisante gouvernante de Mademoiselle[33].
- 25 octobre : Théophraste Renaudot, précurseur de la presse en France.
- 26 octobre : Honorat de Porchères Laugier, poète français (° 8 juin 1572).
- octobre : Johannes Thysius, collectionneur et bibliophile nééerlandais, fondateur de la première bibliothèque publique néerlandaise, la Bibliotheca Thysiana à Leyde (baptisé le 14 juin 1622).

- Date précise inconnue :
  - Jacques Malbrancq, prêtre jésuite des Pays-Bas méridionaux (° vers 1579).
  - John Taylor, poète anglais (° 24 août 1578).